# Gimat

Gimat este o comună în departamentul Tarn-et-Garonne din sudul Franței. În 2009 avea o populație de 171 de locuitori.

## Evoluția populației
| An        | 1975 | 1982 | 1990 | 1999 | 2006 | 2009 |
| --------- | ---- | ---- | ---- | ---- | ---- | ---- |
| Populație | 164  | 133  | 135  | 182  | 176  | 171  |